# The Mother of Tears
The Mother of Tears (Originaltitel: La terza madre, zu deutsch: Die Dritte Mutter) ist ein italienischer Horrorfilm von Dario Argento aus dem Jahr 2007. Dies ist der dritte Teil Argentos „Muttertrilogie“. Teil eins ist Suspiria und Teil zwei Horror Infernal. Die Trilogie handelt von drei mächtigen Hexen, deren langfristiges Ziel es ist die Herrschaft über die Erde zu übernehmen.

## Handlung
Bei Ausgrabungen nahe einer katholischen Kirche wird ein Sarg mit einer Urne entdeckt. Der Inhalt der Urne besteht aus Reliquien der „Mutter der Tränen“, einer alten Hexe. Als die Urne in Rom im Kunstmuseum von Sarah Mandy und einer Gehilfin geöffnet wird, töten einige Vermummte die Gehilfin. Sarah kann – durch eine Stimme geleitet – entkommen.
Derweil nimmt die Gewalt in den Straßen Roms ungeahnte Ausmaße an, woraufhin Sarah weitere Untersuchungen aufnimmt. Sie selbst gerät in Verdacht, mit den brutalen Ausbrüchen von Aggression zu tun zu haben, und wird von Detective Enzo Marchi verfolgt, während sie auf der Suche nach den wahren Hintergründen der Vorfälle ist. Die Stimme, die Sarah geholfen hat, stellt sich als der Geist ihrer Mutter heraus, die beim Kampf gegen die „Mutter der Seufzer“ umgebracht wurde.
Durch die Hilfe ihrer Mutter findet Sarah das Versteck der „Mutter der Tränen“ und entdeckt diese schließlich in einem unterirdischen Verlies, in dem eine Zeremonie abgehalten wird. Als die „Mutter der Tränen“ Sarah opfern will, entfalten sich Sarahs Hexenkräfte, mit denen sie die letzte Mutter vernichten kann.

## Kritiken
„Unrühmlicher Abschluss der Mütter-Trilogie ("Suspiria", 1977; "Inferno", 1980), der keine nachvollziehbare Geschichte erzählt und seine Heldin durch eine Aneinanderreihung schier unvorstellbarer Gräueltaten hetzt. Ein Albtraum im wahren Wortsinn.“